# دنيز (اسم معطى)
دنيز (بالتركية: Deniz)‏ هو اسم معطى تركي يعني "بحر". يعتبر اسم لكلا الجنسين. كان في الأصل اسمًا مذكرًا، لكنه اليوم اسم لكلا الجنسين.